# فيليبي كانديدو
فيليبي كانديدو هو مدرب كرة قدم ولاعب كرة قدم برتغالي في مركز نصف الجناح، ولد في 28 سبتمبر 1979 في لشبونة في البرتغال. شارك مع منتخب البرتغال تحت 20 سنة لكرة القدم ومنتخب البرتغال تحت 21 سنة لكرة القدم. أما مع النوادي، فقد لعب مع جيجو يونايتد ونادي فيتوريا سيتوبال ونادي كافالا ونادي لوكوموتيف صوفيا.

## وصلات خارجية
- فيليبي كانديدو على موقع الاتحاد الدولي (مؤرشف)  (الإنجليزية)
- فيليبي كانديدو على موقع قاعدة بيانات كرة القدم.إي يو (الإنجليزية)
- فيليبي كانديدو على موقع Soccerway.com (الإنجليزية)